# Gerhard Engelmann (Fußballspieler)
Gerhard Engelmann (* 12. Dezember 1921) ist ein ehemaliger deutscher Fußballspieler, der von 1949 bis 1955 für Einheit/Fortschritt Meerane in der DDR-Oberliga, der höchsten Spielklasse im DDR-Fußball, aktiv war.

## Sportliche Laufbahn
Die Sportgemeinschaft (SG) Einheit Meerane nahm sowohl 1948 als auch 1949 als Vizemeister Sachsens an der Fußball-Ostzonenmeisterschaft teil und erreichte jeweils das Halbfinale. Zu den beteiligten Spielern gehörte auch der Abwehrspieler Gerhard Engelmann. Als sächsischer Vizemeister hatte sich Einheit Meerane 1949 auch für die erste Saison der neu gegründeten Fußball-Ostzonenliga (später DDR-Oberliga) qualifiziert. In der Ostzonenliga starteten die Meeraner als Betriebssportgemeinschaft (BSG) Einheit und hatte auch wieder den inzwischen 27-jährigen Engelmann im Kader. Er bestritt 1949/50 23 der 26 Punktspiele, wurde aber überwiegend im Mittelfeld eingesetzt. Für die Spielzeit 1950/51 plante Spielertrainer Erich Lüdecke mit Engelmann wieder als Verteidiger, dieser fiel aber bereits nach dem 2. Spieltag aus und kam nur noch im vorletzten Saisonspiel 23 Minuten als Ersatztorwart zum Einsatz. Im Laufe dieser Saison war die Meeraner BSG in BSG Fortschritt umbenannt worden. In der Spielzeit 1951/52 war Engelmann wieder voll einsatzfähig, spielte wieder im Mittelfeld und verpasste nur eins der 36 Oberligaspiele. Da die BSG am Saisonende als Absteiger aus der Oberliga feststand, verbrachte Engelmann die Spielzeit 1952/53 in der zweitklassigen DDR-Liga. Dort bestritt er 23 der 24 Punktspiele und sorgte damit maßgeblich für die umgehende Rückkehr in die Oberliga. Fortschritt Meerane konnte sich noch zwei Spielzeiten in der Oberliga halten. Von den in diesem Zeitraum ausgetragenen 52 Punktspielen absolvierte Engelmann, wieder als Abwehrspieler eingesetzt, 46 Begegnungen. Nach der Übergangsrunde, die im DDR-Fußball im Herbst 1955 ausgetragen wurde, um in den Kalenderjahr-Spielrhythmus zu wechseln, in der Engelmann in allen 13 DDR-Liga-Spielen eingesetzt wurde, bestritt er bis 1958 noch drei weitere Spielzeiten in der DDR-Liga. Dabei kam er bei insgesamt 78 Ligaspielen 74-mal zum Einsatz. Nach Abschluss der Saison 1958 beendete Gerhard Engelmann im Alter von knapp 37 Jahren seine Laufbahn im höherklassigen Fußball. Dort hatte er 107 Spiele in der DDR-Oberliga und 110 Spiele in der DDR-Liga absolviert. Tore erzielte er diesen Spielen nicht. Außerdem stand Engelmann mehrfach im Aufgebot der Landesauswahl Sachsen.

## Hinweis
Für die Saison 1954/55 werden von fast allen Quellen unterschiedliche Einsatzzahlen angegeben, weil diese mit den Einsätzen vom Spieler Wilhelm Engelmann vermischt wurden. Da die Angaben von Fußballwoche und D.F.S.F übereinstimmen, sind deren Zahlen hier übernommen worden.